# باقرآباد (آباده)
باقرآباد (آباده)، روستایی از توابع بخش مرکزی شهرستان آباده در استان فارس ایران است.

## جمعیت
این روستا در دهستان سورمق قرار دارد و بر اساس سرشماری مرکز آمار ایران در سال ۱۳۸۵، جمعیت آن ۵۷ نفر (۱۹خانوار) بوده‌است.